# Булавская, Лидия Ивановна
Лидия Ивановна Булавская (род. 1930, Туапсе) — советский инженер-конструктор, автор патронов для АК-74.

## Биография
Родилась в 1930 году в Туапсе в семье служащих (отец — инженер-нефтяник, мать — педагог). В 1954 году с отличием окончила Тульский механический институт по специальности, связанной с разработкой и производством автоматического стрелкового оружия. В том же году направлена на работу в ЦНИИточмаше, занималась исследованиями и разработкой боеприпасов к стрелковому оружию. Прошла путь от инженера до начальника сектора. В 1965—1985 годах — начальник сектора.
Разработала 5,45-мм малоимпульсный автоматный патрон со стальным сердечником и трассирующей пулей (принят на вооружение в 1974 году). Результаты испытаний показали, что новый патрон превосходит штатный 7,62-мм патрон образца 1943 года по дальности прямого выстрела, импульсу отдачи и эффективности стрельбы. Позже, к дополнению основному патрону, руководила проектом по разработке патрона для бесшумной и беспламенной стрельбы.

## Награды
Лауреат Государственной премии СССР за создание и внедрение комплекса 5,45-мм патронов (1985), орденом «Знак Почета» и медалями.